# NK-skolan
NK-skolan var en skola med anknytning till Nordiska Kompaniet som ägde rum under NK:s verksamhet inom detaljbranschen. Skolan specialiserade sig  inom NK:s försäljning och uppförande gentemot kunder. Utbildningen var verksam under åren 1910–1960 och erbjöd kurser av många olika slag som under åren förändrades. Skolan lade grunden till mycket av den verksamhet som råder i dagens handelsbransch samt kundbemötande. Totalt utexaminerades 811 elever från NK-skolan, varav många andra fick vidare kunskaper de bar med sig i andra arbeten.

## Skolans uppkomst 1910-talet

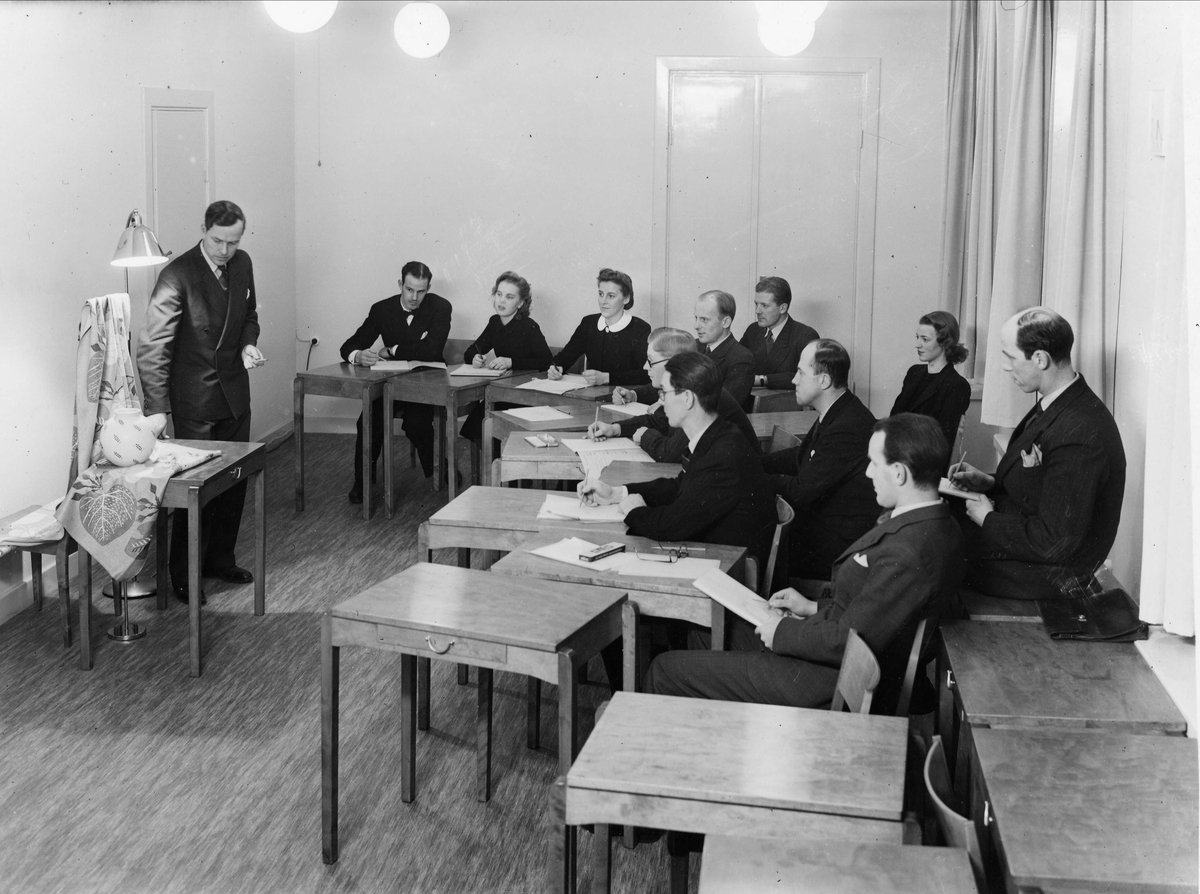
NK - skolan, fotograferad av Erik Holmén

NK-skolan grundades under 1910-talet och var en utbildning unik för sin tid. Redan 1926 startades sedan NK-skolans verksamhet och den 24 oktober 1928 samlades för första gången de ungdomar som tillsammans inledde den två år långa undervisningen på NK-skolan i Stockholm. Kurserna var avsedda som en påbyggnad av den undervisning som tidigare ägt rum på Folkskolan med specifikation inom NK:s försäljning och uppförande gentemot kunder. Generalkonsul för varuhuset Josef Sachs höll på invigningsdagen ett anförande varvid han tydligt förklarade hur alla har sin framgång i sina egna händer. I och med den ständiga framgången inom kulturen och marknaden betonade han att skolan alltid skulle följa trender som finns i samhället och därigenom alltid ligga i framkant inom marknadslivet.
Målet med skolan var att skapa en god NK-representant som skulle kunna erbjuda en god NK-service vilket endast var möjligt via denna speciella utbildning. Josef Sachs uttryckte precist att syftet med skolan var att ”höja de anställdas nivå, förbättra deras möjligheter till utkomst genom utveckling i yrket, att bereda kunderna trevnaden av att betjänas av en bildad och kunnig försäljare”. För att framkalla det bästa beteende och anförande av eleverna erbjöds befordran till den som visade framfötterna och presterade utöver det som krävdes för att fylla sina redan åtagna förpliktelser. Utbildningen skulle lära ungdomarna att bli duktiga försäljare och knyta dem till företaget samt lära dem bli lojala medarbetare.

## Eleverna
NK-skolan framställdes med stolthet av företagsledningen som ”en väldigt speciell och förmånlig utbildning”. Programmet var främst avsett för 16–18-åringar och grundtanken var att satsa på de anställda och intressera unga män ur familjer som fått en god utbildning, gärna examen från Handelshögskolan. Ett undantag i åldersspannet kom däremot vad gällande äldre medlemmar i NK-familjen som även de fick vara med efter önskemål. NK-skolan hade även annonser i dagstidningen. I en annons från 1943 står det att skolan ”även riktar sig till ungdomar, som önskar erhålla en grundlig utbildning för detaljhandelsyrket över huvud taget”. Utbildningen var med andra ord avsedd för fler än bara de NK-anställda och kunde skapa karriär inom försäljning på NK för alla. Hela detaljhandelsbranschen kunde därmed dra nytta av NK-skolan.

## Utbildningen
Utbildning av försäljningspersonalen startade redan 1917 i samarbete med borgarskolan och drevs då i intressekontorets regi. Enligt en elevmatrikel från 1917 var NK-ledningen de första som tog initiativ till utbildning av försäljningspersonal. Trots de få ämnena och de bristande resurserna var denna typ av utbildning lovande för framtida försäljningspersonal och kurserna utökades med tiden. Skolan var en stor framgång och blev en viktig del inom detaljhandeln.

### 1920-tal
År 1926 startade en mer sammanhållen, tvåårig handelsutbildning under namnet NK-skolan. Till en början delades eleverna in i två grupper varav grupp A läste svenska, räkning, tyska och praktisk affärskunskap, medan grupp B läste välskrivning istället för tyska. Samarbetet som pågått tillsammans med Borgarskolan upphörde sedan 1923, då de äldre inte kunde beredas plats. Herr Holmer, utbildad vid Prince School i Nordamerika, fick därav uppdraget att modernisera och leda utbildningsprogrammet. Han ändrade därmed kurserna och skolan fick ett nytt upplägg. Under hösten 1926 planerades den nya personalutbildningen som till skillnad från tidigare skulle äga rum under arbetstiden.

### 1930-talets utveckling

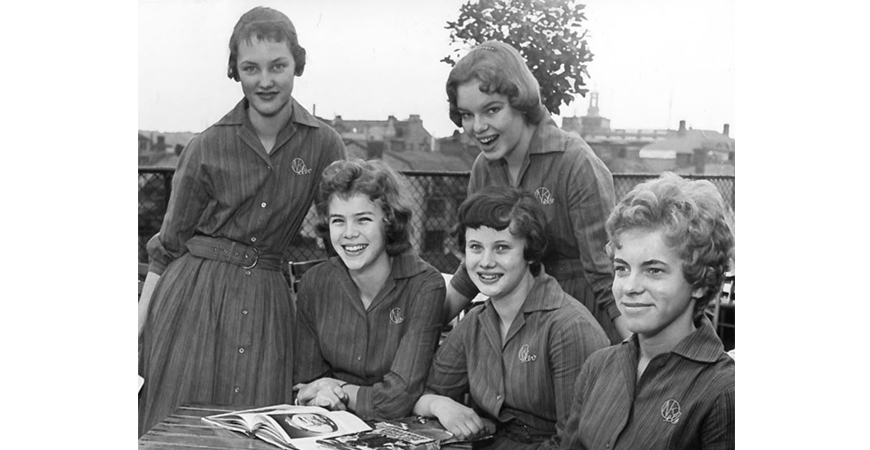
Flickor studerande på NK-Skolan

Under 1930-talet tog Ragnar Engström över som chef och rektor för NK-undervisningen och skolan gick igenom en genomgripande förändring. Skolan flyttades till mer vackra lokaler på Smålandsgatan, och man beslutade samtidigt att timantalet per vecka för juniorerna inte motsvarade tidens krav. NK-ledningen bestämde därmed att 6 timmar av den veckovisa arbetstiden skulle avstås till deras utbildning. Denna helt fristående utbildning godkändes av och underställdes KÖY (Kungliga överstyrelsen för yrkesutbildning). I detta skede tillkom en lärare för bokföring och redovisning samt cheferna för ”Reklam” och ”Dekoration” som också bidrog med ett antal uppskattade lektioner i respektive ämnen.Det nya utbildningsprogrammet godkändes efter ett års prövotid och under det året antecknade NK-skolan ett 25-tal auskultanter från både direktionen, personalfunktionen och försäljningssidan som alla bedömde och analyserade utbildningen. Skolåret avslutades med ett slutprov i såväl idealförsäljning som elevernas egna försäljningar. Under denna gav direktörer och andra chefer utvecklande åsikter och synpunkter, samt ett signerat avgångsbetyg till eleverna.
Följande år gick utbildningsprogrammet fortfarande i Borgarskolans regi men varje elev skulle nu besöka skolan tre timmar per vecka, en timme varannan dag. Den nya utbildningen var fortfarande relativt grundlig. De elever som redan innan genomgått undervisning hade en ettårig kursplan, medan resterande elever erhöll en tvåårig kursplan. En timme i veckan bestod av undervisning i det engelska språket, i mån om de utländska kunder som ofta var amerikanare eller engelsmän. Generellt sett var tillämpningen av det engelska språket en viktig faktor för ungdomarnas framtid inom modebranschen samt affärslivet vilket gjorde ämnet till en mycket viktigt del av undervisningen. En veckotimme ägnades även åt välskrivning, rättskrivning och stavning. Lärarinnan inom ämnet var fröken Englund som blivit tillrådd av Inspektören för Stockholms fortsättningsskolor. Grundtanken bakom ämnet var att alla bör kunna skriva och stava för att behärska kontakten med den stora kundkrets som varuhuset erhöll dagligen. Utöver det ägnades den sista timmen av undervisning till varukännedom och en genomgång av försäljningsprocessen. Anpassningen till olika typer av människor och kunder hade stor vikt och man fick lära sig att vara anpassningsbar och bemöta kunden på rätt sätt utifrån olika lägen. Det tillägnades även en del timmar till NK-etikett vilket var en undervisningsform som syftade till hur man skulle uppträda med välartad och artikulerad ton för att visa på artighet och stilrenhet. De äldsta på skolan läste endast försäljningsteknik och NK-etikett. Utöver denna teoretiska utbildning erbjöd NK-skolan även praktik i betald form.
En annan uppgift som underställdes NK-skolan var den telefonservice på ankommande turistfartyg som NK-ledningen utformat tillsammans med Televerket. Enligt utsago av pursers och kaptener var Stockholm den enda hamn där de från ett ankrat fartyg hade en fri telefonservice ombord.

## NK-etikett och betydelsen av språkbruket

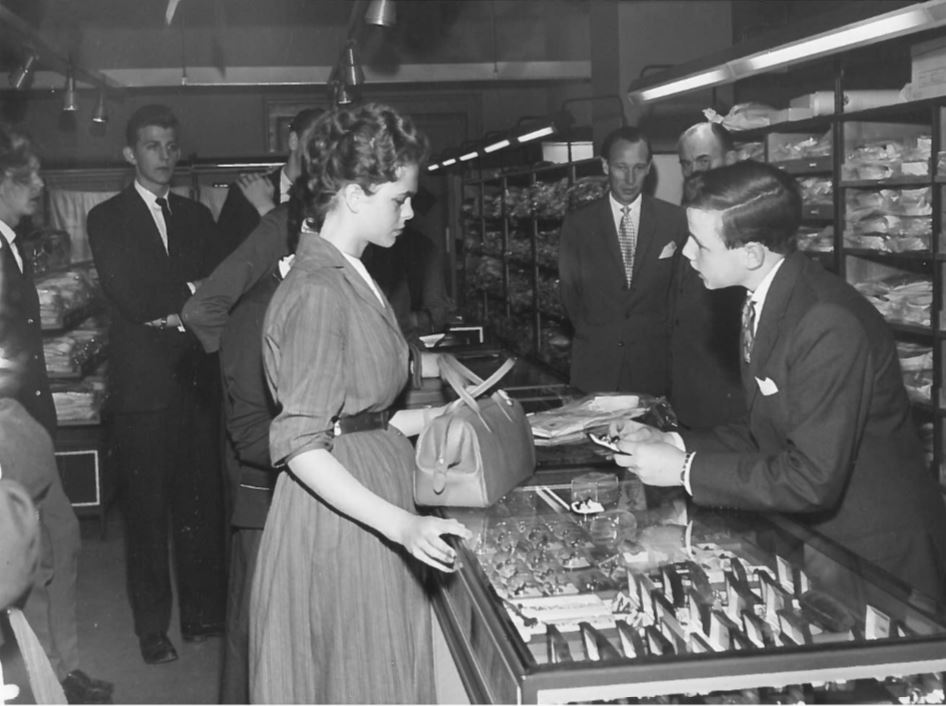
Elever undervisas om försäljning

Studier av språkanvändning blev alltmer viktigt och det framkom regelverk för hur man skulle tala. Man började följa procedurer och regler, samt tillämpa kunskapen om dessa för att skapa interaktion i samtal. Turtagning, alltså vem som ska tala i vilken ordning, var inte förutbestämt utan skulle anpassas till kund och bemötande. Denna stilrenhet och artighet var något som stack ut för NK-varuhuset. Det var ytterst viktigt att uppföra sig korrekt och tala väl samt ha på sig rätt kläder. Målet var att kunden alltid skulle få med sig en vara hem vilket gjorde artighetsuppgiften och finheten ännu viktigare. Produkterna på NK var mycket värdefulla vilket gjorde att många av köparna som kom dit var mycket medvetna om stil och design. Ett flertal turister var även och besökte varuhuset då det var utmärkande för sin stil. Det gjorde att man behövde lära sig ett och annat om mode för att kunna erbjuda köparna det bästa och ge dem den främsta servicen. Ämnet NK-etikett var alltså ytterst centralt för den arbetande, framförallt för de äldre på skolan, i mån om att framföra ett fint och artigt kundbemötande.

## Porträttgalleriet
Det gällde att se skillnad på folk och folk. I ämnet kundpsykologi användes ett fotografiskt bildgalleri där eleven fick lära sig att uppskatta vilket yrke och vilken samhällsklass kunden tillhörde. Detta galleri hade granskats och uppskattats enligt NK, av den kände psykologen Alfred Adler. Den pensionerade försäljerskan Birgit Påhlsson som gick på NK-skolan mellan åren 1934 och 1936 berättar vid förfrågan hur det var att gå NK-skolan att:
”Det var varukännedom, och lite matte. Och så fick vi titta på kort på olika personer och så skulle vi försöka att möjligen bedöma var de var och allt det där, vilket jag tyckte var lite konstigt, för alla kunder ska behandlas lika. Till exempel om det var en överste eller en... Och det kan man ju missta sig på. Det var ett sånt där porträttgalleri. Det låter som att man gjorde skillnad på folk men det fick man alltså inte göra.”
Metoden användes för att lära eleverna att se skillnad på människor ur olika samhällsklasser. Samtidigt betonades det att alla skulle behandlas lika och man fick inte göra skillnad på folk och folk. Det gällande porträttgalleriet bemöttes därav med blandade åsikter men majoriteten var skeptiska tankar. Detta galleri är alltså idag en av de mest negativa sidorna av NK-skolan. Kvinnligt kodande egenskaper betraktades som en tillgång, även för manliga försäljare och NK-skolan hade även ambitioner att förändra försäljarnas klassidentitet.

## Studieresor och Hvitfeldska
Ragnar Sachs och Adolf Wennbergs fonder för utomlandsförkovran skapade även möjlighet till utbildning. Det fanns en chans till personalutbyte med personer från företag i andra länder. I och med Sachs privata resor till England, Frankrike och Amerika som han gjorde i mån om att studera varuhusfenomenet i landet, inleddes utbytet. Så småningom började handelspersoner från andra länder ta sig till Sverige för att studera NK-varuhuset och dess färdigheter. De nya lösningarna i moderna och effektiva former anbelanga teknik och logistik var mycket uppskattade och inspirerade ett flertal handelsvaruhus och länder. Ett exempel på en utbildning som influerats av NK-skolans verksamhet är Affärslinjen på Hvitfeldtska gymnasiet i Göteborg som från år 1988 även var involverade i en försöksverksamhet inom detaljbranschen. Av de eleverna gick cirka 40 % vidare till detaljhandelsföretag i Göteborg.

## NK-andan
NK hade en ambition om att bry sig om sina anställda på en nivå utöver det vanliga, både i och utanför arbetet. Josef och Ragnar Sachs gick ofta, tillsammans med NK-ledningen, steget före lagstiftarna och tanken var enkel: Om NK satsar på de anställda satsar de anställda på NK. Denna anda höll ihop de anställda och de undervisade eleverna under många år. Exempelvis startades det redan år 1913 ett intressekontor dit personalen kunde gå för att låna pengar vid sjukdom eller andra svårigheter. Efter startandet av de första utbildningarna för försäljningspersonalen inom verksamheten år 1917, och NK-skolans uppkomst år 1926 blev gemenskapen större och alltmer fokus lades på att bry sig om de anställda. NK-skolan var benämnd en handelsutbildning men även en inskolning i ”NK-andan”. Utbildningen var en del av en uttalad strategi för att intressera personalen i företagsandan. Personalen kallades ”NK-familjen” eller ”NK:ister” och förväntades tillsammans att följa den så kallade ”NK-andan” samt skulle spegla bilden av gemenskap inom arbetslivet. Både inom företaget och till allmänheten förmedlades berättelsen att NK var ett så högklassigt serviceföretag att kollektivavtal inte lämpade sig för försäljningspersonalen, och att dess egenskaper var så speciella att deras utveckling inom arbetet gynnades av enskilda avtal.
NK-familjen utgjorde framförallt ett mycket viktigt kapital. De var grunden till hela varuhuset och därav var målet att skapa en god stämning genom att jobba tillsammans och ge en gemensam service extremt viktigt. I början av anställningen lades det fram skriftliga kontrakt med de anställda utifrån särskilda formulär med innehåll av uppsägningstid, lön, semester samt andra förmåner. Dessa förmåner var inte självklara på den övriga arbetsmarknaden utan räknades som lyx. 1902 startades en sparkasseförening som 1929 ombildades till en registrerad pensionskassa. Pensionen var därmed ännu en utmärkande facilitet NK erbjöd. Säby gård köptes in vid NK:s 25-årsjubileum 1927 vilket betydde att personalen kunde tillbringa sin ledighet där i ro och gemenskap. På Säby fanns det allt ifrån musik och dans till sport och god mat. Under vintern kunde man även åka skidor på fjärden. NK:s idrottsförening erbjöd ett flertal idrottsgrenar varav friidrotten ansågs viktigast eftersom det gällde att besegra PUB i den årliga kampen. Den 25 september 1927 blev en dag att lägga på minnet. NK segrade efter en lång tid med rekordsiffrorna 140-108 vilket skapade en jublande NK-familj uppe på läktaren. Utöver sport och gemenskap instiftades även genom åren ett antal donationsfonder som både gagnade de anställda men även de som tack vare lång och trogen tjänst fick namnge dem. Ragnar Sachs fond 1917, direktör A. Wennerbergs fond 1821 och G. Ernmarks fond 1938, är alla exempel på sådana fonder.

## NK-skolans upphörande på 1960-talet

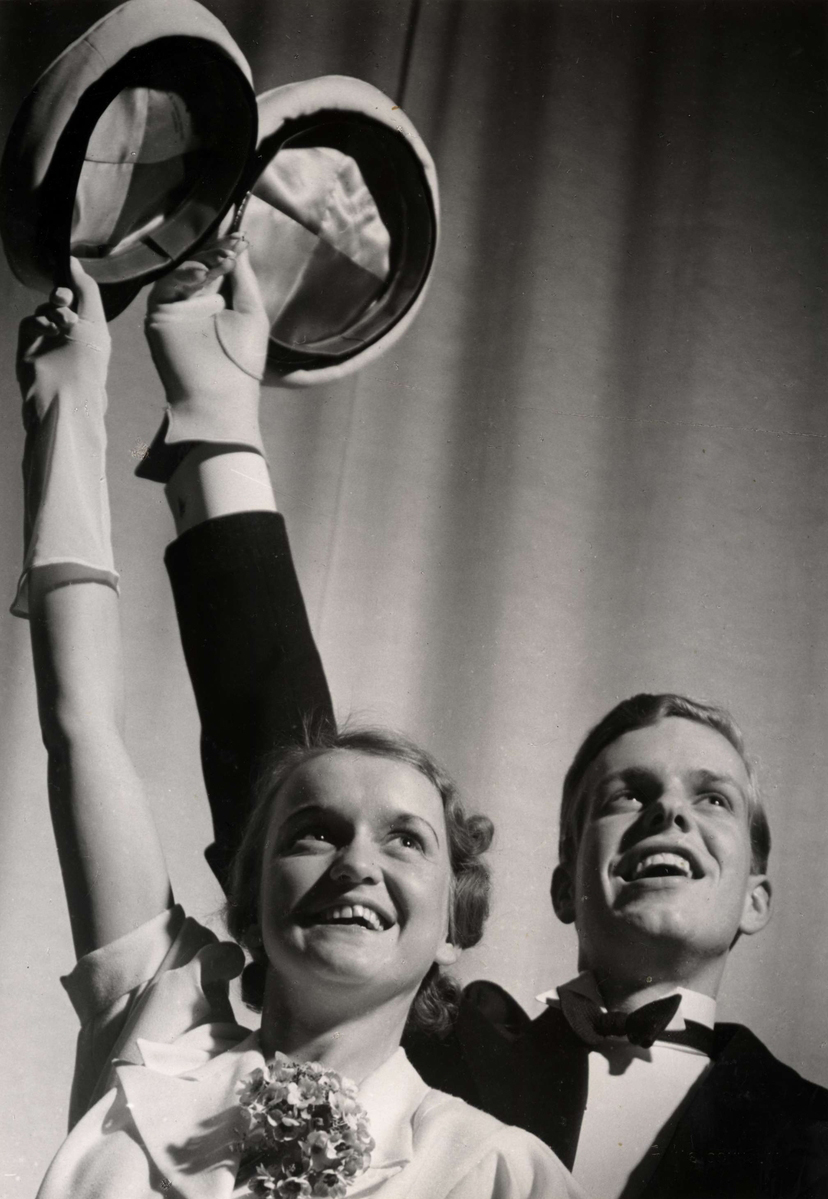
Studenter med studentmössor

Under 1940-talet var NK-skolan fortfarande en viktig institution i skapandet av NK-lojala försäljare. I ett tal som framfördes under NK:s styrelse vid invigningen av NK-skolans nya lokaler 1941 sade Ragnar Sachs: ”Tyngdpunkten har ju lagts vid att uppfostra ungdomarna, så att de inte blitt förses med tillräckliga kunskaper utan även formas så, att de på bästa sätt kunna tjäna NK som försäljare”. I samband med den förändrade skolgången och andra faktorer upphörde däremot NK-skolan till slut att vara en del av utbildningsavdelningen vid NK. Denna skola lade grunden för fostran och utbildning och tack vare NK har vi idag duktiga ansvarskännande funktionärer inom svensk detaljhandel och svenskt näringsliv. Ragnar Engström ledde skolan framåt till de sista åren då han pensionerades år 1961. Hans betydelse har varit enorm och haft stor betydelse för många NK-isters framtid och utveckling. Trots sin pension har han stannat i tjänst till skolans nedläggning och räknas därav som en av de viktigaste personerna inom NK-skolans framgång.
Anledningen till att skolan lades ner i början av 1960-talet var bland annat införandet av den nioåriga grundskolan, vilket resulterade i att ungdomarna var äldre när de kom till NK. En annan orsak var att man ville få användning av ungdomarna i försäljningen snabbare än förut. Den praktikabla ledningsstilen förlorade även allt mer kraft vilket ledde till att NK-skolan inte hade lika mycket plats i konstruktionen av NK-ister. Företagets interna välfärdssystem hade lösts upp och övertagits av samhälleliga trygghetssystem. NK-andans centrala betydelse minskade därmed för företaget. Under åren 1930 till 1961 utexaminerades slutligen totalt 811 elever från NK-skolan. De som ansågs lämpliga fick sedan titeln juniorförsäljare.